# Drosophila arapuan
Drosophila arapuan este o specie de muște din genul Drosophila, familia Drosophilidae, descrisă de Cunha și Pavan în anul 1947. Conform Catalogue of Life specia Drosophila arapuan nu are subspecii cunoscute.